# 新潟県道316号柏崎港線
新潟県道316号柏崎港線（にいがたけんどう316ごう かしわざきこうせん）は、新潟県柏崎市内を通る一般県道である。

## 概要

### 路線データ
- 起点：柏崎港（新潟県柏崎市番神1丁目）
- 終点：新潟県柏崎市新橋字東（国道352号・国道402号・国道460号交点）

## 地理

### 通過する自治体
- 新潟県柏崎市

### 接続する道路
- 柏崎市道（起点：番神交差点、柏崎港）
- 新潟県道369号黒部柏崎線（柏崎市番神1丁目 - 柏崎市西本町3丁目で重複）
- 国道352号・国道402号・国道460号（北陸道）（終点：新橋交差点）（「国道352号」・「国道402号」・「国道460号」重複区間）

### 周辺
- JR信越本線・越後線 柏崎駅
- 医療法人財団公仁会 柏崎中央病院
- 柏崎市立大洲小学校
- 第四北越銀行 柏崎支店
- 柏崎郵便局
- 柏崎中浜郵便局
- イトーヨーカドー丸大 柏崎店
- 柏崎海浜公園
- 柏崎港
- 福浦八景